# Ruben Schaken
Neville 'Ruben' Schaken (Amsterdam, 3 april 1982) is een Nederlands voormalig voetballer. Hij kwam van 2002 tot en met 2017 uit voor SC Cambuur, BV Veendam, VVV-Venlo, Feyenoord, FK Inter Bakoe en ADO Den Haag. Schaken speelde van 2012 tot en met 2013 zeven keer voor het Nederlands voetbalelftal, waarvoor hij twee keer scoorde.

## Carrière
Schaken werd in het seizoen 2007/08 door Voetbal International uitgeroepen tot beste speler van de Eerste divisie. Hij werd dat als speler van SC Veendam, waar trainer Joop Gall hem een kans gaf om nog iets van zijn carrière te maken. Bij Cambuur was Schaken niet altijd even serieus met zijn loopbaan bezig geweest. Vanaf het seizoen 2008/09 speelde Schaken voor VVV-Venlo waar hij een tweejarig contract had getekend.
In mei 2010 tekende Schaken een contract voor twee seizoenen bij Feyenoord. Hij was op dat moment transfervrij. Schaken speelde bij aanvang van het seizoen onder Mario Been als basisspeler, maar door tegenvallende prestaties belandde hij op de bank. Verder dan een paar invalbeurten kwam hij niet, voordat hij in de loop van de tweede competitiehelft geblesseerd raakte. In het seizoen 2011/12 moest hij zijn rugnummer 7 inruilen voor 27. In de voorbereiding maakte hij echter een goede indruk en onder de nieuwe trainer Ronald Koeman veroverde hij opnieuw een basisplaats. Op 22 augustus 2012 werd bekend dat het tot 2014 lopende contract van Schaken verlengd wordt met één jaar, nadat enkele Turkse clubs interesse in hem hadden getoond, waardoor een vaste transfersom van 1 miljoen euro kwam te vervallen. Door deze contractverlenging werd hij een van de grootverdieners bij Feyenoord. Kort hierna liet door bondscoach Louis van Gaal hem, op 30-jarige leeftijd, debuteren in het Nederlands voetbalelftal. In de daarop volgende twee seizoenen was Schaken basisspeler bij de stadionclub.
In het seizoen 2014/15 kwam hij, onder de nieuwe trainer Fred Rutten, op de bank terecht, nadat deze de voorkeur gaf aan aanwinsten Jens Toornstra en Bilal Basacikoglu. Tot aan de winterstop kwam hij slechts tot 5 wedstrijden. Nadat duidelijk werd dat er geen verbetering in zijn situatie zou komen, besloten de club en de speler het contract in januari 2015 te ontbinden. Enkele dagen later tekende hij een contract voor anderhalf jaar bij FK Inter Bakoe, met een optie voor een extra jaar.
Schaken tekende in juli 2015 een contract voor twee jaar bij ADO Den Haag. Dat lijfde hem transfervrij in nadat Inter Bakoe zijn contract ontbond. Schaken kende in Den Haag twee roerige jaren, die vooral in het teken stonden van de overname van de club door United Vansen International Sports Co. Hij behaalde met de club tweemaal de elfde positie. In mei 2017 maakte hij bekend de Haagse ploeg te verlaten.
Schaken maakte op 8 september 2017 bekend te stoppen met het spelen van professioneel voetbal. Op 28 oktober 2017 presenteerde Schaken zijn biografie 'Einde aan de Bullshit', geschreven door sportjournalist Peter van Drunen. Van januari tot december 2018 kwam hij uit voor HBS.

## Clubstatistieken
| Seizoen | Club               | Competitie          | Competitie | Competitie | Beker | Beker | Internationaal | Internationaal | Play-offs | Play-offs | Totaal | Totaal |
| Seizoen | Club               | Competitie          | Wed.       | Dlp.       | Wed.  | Dlp.  | Wed.           | Dlp.           | Wed.      | Dlp.      | Wed.   | Dlp.   |
| ------- | ------------------ | ------------------- | ---------- | ---------- | ----- | ----- | -------------- | -------------- | --------- | --------- | ------ | ------ |
| 2002/03 | Cambuur Leeuwarden | Eerste divisie      | 13         | 3          | ?     | 0     | —              | —              | —         | —         | 13     | 3      |
| 2003/04 | Cambuur Leeuwarden | Eerste divisie      | 33         | 1          | ?     | 0     | —              | —              | —         | —         | 33     | 1      |
| 2004/05 | Cambuur Leeuwarden | Eerste divisie      | 29         | 0          | ?     | 0     | —              | —              | —         | —         | 29     | 0      |
| 2005/06 | BV Veendam         | Eerste divisie      | 38         | 6          | 2     | 1     | —              | —              | —         | —         | 40     | 7      |
| 2006/07 | BV Veendam         | Eerste divisie      | 33         | 4          | 1     | 0     | —              | —              | 3         | 0         | 37     | 4      |
| 2007/08 | BV Veendam         | Eerste divisie      | 32         | 6          | 2     | 0     | —              | —              | —         | —         | 34     | 6      |
| 2008/09 | VVV-Venlo          | Eerste divisie      | 32         | 8          | 0     | 0     | —              | —              | —         | —         | 32     | 8      |
| 2009/10 | VVV-Venlo          | Eredivisie          | 32         | 3          | 2     | 0     | —              | —              | —         | —         | 34     | 3      |
| 2010/11 | Feyenoord          | Eredivisie          | 11         | 0          | 1     | 0     | 2              | 0              | —         | —         | 14     | 0      |
| 2011/12 | Feyenoord          | Eredivisie          | 32         | 6          | 1     | 0     | —              | —              | —         | —         | 33     | 6      |
| 2012/13 | Feyenoord          | Eredivisie          | 31         | 4          | 3     | 0     | 4              | 1              | —         | —         | 38     | 5      |
| 2013/14 | Feyenoord          | Eredivisie          | 32         | 4          | 4     | 1     | 4              | 0              | —         | —         | 40     | 5      |
| 2014/15 | Feyenoord          | Eredivisie          | 7          | 1          | 1     | 0     | 5              | 1              | —         | —         | 13     | 2      |
| 2014/15 | Inter Bakoe        | Premyer Liqası      | 4          | 0          | 1     | 0     | —              | —              | —         | —         | 5      | 0      |
| 2015/16 | ADO Den Haag       | Eredivisie          | 29         | 2          | 0     | 0     | —              | —              | 0         | 0         | 29     | 2      |
| 2016/17 | ADO Den Haag       | Eredivisie          | 25         | 1          | 2     | 0     | —              | —              | 0         | 0         | 27     | 1      |
| 2017/18 | HBS                | Derde divisie (zo.) | 17         | 12         | 0     | 0     | —              | —              | —         | —         | 17     | 12     |
| 2018/19 | HBS                | Derde divisie (zo.) | 12         | 1          | 1     | 0     | —              | —              | —         | —         | 13     | 1      |
| Totaal  | Totaal             | Totaal              | 442        | 62         | 21    | 2     | 15             | 2              | 3         | 0         | 481    | 66     |

## Interlandcarrière
Op 5 oktober 2012 werd Schaken voor het eerst geselecteerd voor het Nederlands voetbalelftal, voor de WK-kwalificatiewedstrijden tegen Andorra en Roemenië. In zijn debuutwedstrijd tegen Andorra maakte Schaken een doelpunt, waarmee hij de eindstand van 3–0 bepaalde. Hiermee maakte hij ook gelijk het 250ste WK-kwalificatie doelpunt voor Nederland. Op 22 maart 2013 maakte Schaken de 3–0 tegen Estland. Dit was tevens het 1500ste interlanddoelpunt van Oranje. Schaken is de 725e speler die voor Oranje uitkwam.
| Interlands van Ruben Schaken voor Nederland | Interlands van Ruben Schaken voor Nederland | Interlands van Ruben Schaken voor Nederland | Interlands van Ruben Schaken voor Nederland | Interlands van Ruben Schaken voor Nederland | Interlands van Ruben Schaken voor Nederland | Interlands van Ruben Schaken voor Nederland |
| №                                           | Datum                                       | Wedstrijd                                   | Uitslag                                     | Competitie                                  | Goals                                       | Assists                                     |
| Als speler van Feyenoord                    | Als speler van Feyenoord                    | Als speler van Feyenoord                    | Als speler van Feyenoord                    | Als speler van Feyenoord                    | Als speler van Feyenoord                    | Als speler van Feyenoord                    |
| ------------------------------------------- | ------------------------------------------- | ------------------------------------------- | ------------------------------------------- | ------------------------------------------- | ------------------------------------------- | ------------------------------------------- |
| 1                                           | 12 oktober 2012                             | Nederland – Andorra                         | 3 – 0                                       | Kwalificatie WK '14                         | 1                                           | 0                                           |
| 2                                           | 14 november 2012                            | Nederland – Duitsland                       | 0 – 0                                       | Vriendschappelijk                           | 0                                           | 0                                           |
| 3                                           | 22 maart 2013                               | Nederland – Estland                         | 3 – 0                                       | Kwalificatie WK '14                         | 1                                           | 0                                           |
| 4                                           | 7 juni 2013                                 | Indonesië – Nederland                       | 0 – 3                                       | Vriendschappelijk                           | 0                                           | 2                                           |
| 5                                           | 11 juni 2013                                | China – Nederland                           | 0 – 2                                       | Vriendschappelijk                           | 0                                           | 0                                           |
| 6                                           | 14 augustus 2013                            | Portugal – Nederland                        | 1 – 1                                       | Vriendschappelijk                           | 0                                           | 0                                           |
| 7                                           | 10 september 2013                           | Andorra – Nederland                         | 0 – 2                                       | Kwalificatie WK '14                         | 0                                           | 0                                           |

## Trivia
- Schaken maakte in 2009 samen met zijn neef BlackG een rapnummer. De track heet "Ik ben de bom".[11]